# Gran Premi Elsy Jacobs
El Gran Premi Elsy Jacobs, anomenat també Festival luxemburguès du ciclisme femení Elsy Jacobs, és una cursa ciclista per etapes de categoria femenina que es disputa anualment a la comuna de Garnich (Luxemburg). La primera edició es va disputar el 2008 com una cursa d'un dia, i des del 2012 va passar a ser per etapes en unir-se al Gran Premi Nicolas Frantz, anomenat també Gran Premi Mameranus.
En el 2024 la prova per etapes va desaparèixer i es van passar a disputar-se dues curses d'un dia, la primera jornada a Garnich i la segona a Luxemburg.
La cursa se celebra en honor de la ciclista Elsy Jacobs, campiona del món en ruta el 1958.

## Palmarès
| Any  | Vencedora            | Segona               | Tercera                   |         |
| ---- | -------------------- | -------------------- | ------------------------- | ------- |
| 2008 | Monia Baccaille      | Nathalie Lamborelle  | Marina Romoli             |         |
| 2009 | Swetlana Bubnenkowa  | Grace Verbeke        | Iris Slappendel           |         |
| 2010 | Emma Pooley          | Monia Baccaille      | Andrea Bosman             |         |
| 2011 | Marianne Vos         | Judith Arndt         | Emma Johansson            |         |
| 2012 | Marianne Vos         | Annemiek van Vleuten | Adrie Visser              |         |
| 2013 | Marianne Vos         | Giorgia Bronzini     | Emma Johansson            |         |
| 2014 | Anna van der Breggen | Marianne Vos         | Shelley Olds              |         |
| 2015 | Anna van der Breggen | Annemiek van Vleuten | Lucinda Brand             |         |
| 2016 | Katarzyna Niewiadoma | Katrin Garfoot       | Anna van der Breggen      |         |
| 2017 | Christine Majerus    | Eugenia Bujak        | Ashleigh Moolman          |         |
| 2018 | Letizia Paternoster  | Christine Majerus    | Alexis Ryan               |         |
| 2019 | Lisa Brennauer       | Demi Vollering       | Elizabeth Banks           |         |
| 2020 | suspesa              | suspesa              | suspesa                   | suspesa |
| 2021 | Emma Norsgaard       | Leah Kirchmann       | Maria Giulia Confalonieri |         |
| 2022 | Marta Bastianelli    | Veronica Ewers       | Silvia Persico            |         |
| 2023 | Ally Wollaston       | Marta Bastianelli    | Anouska Koster            |         |

### Festival Elsy Jacobs a Luxemburg
| Any  | Vencedor   | Segon           | Tercer         |
| ---- | ---------- | --------------- | -------------- |
| 2024 | Marta Lach | Scarlett Souren | Anouska Koster |
| 2025 |            |                 |                |

### Festival Elsy Jacobs a Garnich
| Any  | Vencedor   | Segon             | Tercer          |
| ---- | ---------- | ----------------- | --------------- |
| 2024 | Marta Lach | Christine Majerus | Katrine Aalerud |
| 2025 |            |                   |                 |

### Gran Premi Nicolas Frantz
| Any  | Vencedor       | Segon          | Tercer           |
| ---- | -------------- | -------------- | ---------------- |
| 2010 | Emma Johansson | Evelyn Stevens | Corine Hierckens |
| 2011 | Marianne Vos   | Judith Arndt   | Emma Johansson   |